# Земля в иллюминаторе (альбом)
«Земля в иллюминаторе» — второй альбом группы «Приключения Электроников». Презентация альбома прошла 19 апреля 2003 года в «СДК МАИ».
В отличие от дебютного альбома, на котором упор делался на музыку из детских фильмов и мультфильмов, на этом релизе большая часть композиций является кавер-версиями песен советской поп-эстрады и советского рока (песни «Трава у дома», «20:00» и «Я умею мечтать»).

## Список композиций
1. «Волшебник-недоучка» (А. Зацепин / Л. Дербенев, песня Аллы Пугачёвой) — 3:49
2. «Всё пройдёт» (М. Дунаевский / Л. Дербенев, песня Михаила Боярского) — 2:40
3. «Беловежская пуща» (А. Пахмутова / Н. Добронравов, песня группы «Песняры») — 2:32
4. «Трава у дома» (В Мигуля / А. Поперечный, песня группы «Земляне») — 3:43
5. «Песня Лисы Алисы» («Какое небо голубое») (А. Рыбников, из фильма «Приключения Буратино») — 1:01
6. «20:00» (А. Барыкин / М. Пушкина, песня Александра Барыкина и группы «Карнавал») — 3:56
7. «Грустная песня Сыроежкина» Е. Крылатов / Ю. Энтин, из фильма «Приключения Электроника») — 2:44
8. «Песня трубадура» (Г. Гладков, из мультфильма «Бременские музыканты») — 3:19
9. «Синий иней» (Н. Седака / А. Азизов, песня группы «Поющие гитары») — 2:24
10. «Я умею мечтать» (автор текста и музыки — Ю. Лоза, песня Юрия Лозы и группы «Зодчие») — 3:54
11. «Полёт на дельтаплане» (Э. Артемьев / Н. Зиновьев, песня Валерия Леонтьева) — 3:06

## Музыканты
- Андрей Шабаев («Червона Рутта») — вокал, гитара
- Дмитрий Спирин («Тараканы!») — вокал, бас-гитара
- Николай Богданов («НАИВ») — вокал, гитара, клавишные, саксофон, гармоника
- Сергей Прокофьев («Тараканы!») — барабаны, перкуссия
- Олег Иваненко («Фиги») — бэк-вокал (11)

## Интересные факты
- Первый тираж альбома включал бонус-трек «Лондон, прощай» (автор текста и музыки — С. Лемох, песня группы «Кар-Мэн»)
- В композиции «20-00» использованы отрывки аранжировок группы «Ария» из песен «Герой асфальта» (2:57 — 2:59) и «Улица Роз» (3:16 — 3:21). Обе композиции входят в альбом «Герой асфальта».